# 1517.
◄ | 15. stoljeće | 16. stoljeće | 17. stoljeće | ►
◄ | 1480-ih | 1490-ih | 1500-ih | 1510-ih | 1520-ih | 1530-ih | 1540-ih | ►
◄◄ | ◄ | 1514. | 1515. | 1516. | 1517. | 1518. | 1519. | 1520. | ► | ►►
Arhitektura • Astronomija • Glazba • Kazalište • Kiparstvo • Knjige • Književnost • Kršćanstvo • Medicina • Politika • Pravo • Promet • Slikarstvo • Znanost

## Događaji
- 31. listopada – Martin Luther u Wittenbergu je objavio 95 teza o trgovanju oprostima, o dogmama i uredenju Katoličke crkve. To je bio početak reformacije i tako je nastala evangelistička vjerska zajednica.
- Papa Lav X. raspisuje prodaju oprosta.
- Papa Leon X. izjavljuje da je Hrvatska kao još neke zemlje "predziđe kršćanstva" (antemurale christianitatis).

## Smrti
- 7. ožujka – Marija Aragonska i Kastiljska, portugalska kraljica i kastiljsko-aragonska infanta

## Vanjske poveznice
|  | Zajednički poslužitelj ima još gradiva o temi 1517. |